# Moulins, Ille-et-Vilaine
Moulins är en kommun i departementet Ille-et-Vilaine i regionen Bretagne i nordvästra Frankrike. Kommunen ligger i kantonen La Guerche-de-Bretagne som tillhör arrondissementet Fougères-Vitré. År 2022 hade Moulins 716 invånare.

## Befolkningsutveckling
Antalet invånare i kommunen Moulins
Referens:INSEE